# Massimo Gaudioso
Massimo Gaudioso (Napoli, 18 febbraio 1958) è uno sceneggiatore, regista e attore italiano.

## Biografia
Dopo aver conseguito la laurea in Economia e Commercio con una tesi in storia economica - "Economia e società a Napoli durante la seconda guerra mondiale" - si è trasferito dapprima a Milano e poi a Roma, dove ha lavorato in un'agenzia di pubblicità come copywriter, quindi come sceneggiatore e regista free-lance. Dal 1983 al 1995, in ambito pubblicitario, ha realizzato numerosi documentari, programmi televisivi, video istituzionali, spot e sigle. Nel biennio 1986/1987 ha frequentato alcuni corsi e seminari di regia con Nanni Loy e Nikita Michalkov, e di sceneggiatura con Robert McKee, Linda Seger, Ugo Pirro, Leo Benvenuti.

### Gli esordi
Nel 1993, insieme a Eugenio Cappuccio e Fabio Nunziata, fonda la Boccia Film, con cui realizza il corto l'Intruso. Nel 1995, sempre con gli amici fondatori della Boccia Film scrive, dirige, produce e interpreta Il caricatore, un cortometraggio in bianco e nero in 16mm che vince numerosi premi in Italia e all'estero. L'anno seguente lo stesso film è sviluppato come lungometraggio, anche questo vincitore di diversi premi tra cui il Premio Holden per la sceneggiatura al Festival di Torino, il Ciak d'oro come migliore opera prima, il Premio Casa Rossa a Bellaria come miglior film indipendente italiano dell'anno, il biglietto d'oro Anec come promessa dell'anno e il Sacher d'oro per la produzione. Nel 1999, di nuovo insieme agli amici e soci Cappuccio e Nunziata, firma la sceneggiatura e la regia del loro secondo lungometraggio, La vita è una sola per la Cecchi Gori. Durante lo stesso anno inizia la sua lunga collaborazione come sceneggiatore con il regista Matteo Garrone.

## Filmografia

### Sceneggiatore

#### Cinema
- Il caricatore, regia di Massimo Gaudioso, Eugenio Cappuccio e Fabio Nunziata (1996)
- La vita è una sola, regia di Massimo Gaudioso, Eugenio Cappuccio e Fabio Nunziata (1999)
- Estate romana, regia di Matteo Garrone (2000)
- L'imbalsamatore, regia di Matteo Garrone (2002)
- Primo amore, regia di Matteo Garrone (2004)
- L'orchestra di piazza Vittorio, regia di Agostino Ferrente (2006) - collaborazione alla sceneggiatura
- Uno su due, regia di Eugenio Cappuccio (2006)
- Il passato è una terra straniera, regia di Daniele Vicari (2008)
- Gomorra, regia di Matteo Garrone (2008)
- Il seme della discordia, regia di Pappi Corsicato (2008) - collaborazione alla sceneggiatura
- Pranzo di ferragosto, regia di Gianni Di Gregorio (2008)
- Benvenuti al Sud, regia di Luca Miniero (2010)
- Tatanka, regia di Giuseppe Gagliardi (2011)
- È nata una star?, regia di Lucio Pellegrini  (2012)
- Reality, regia di Matteo Garrone (2012)
- La città ideale, regia di Luigi Lo Cascio (2012) - collaborazione alla sceneggiatura
- È stato il figlio, regia di Daniele Ciprì (2012)
- La logica delle cose, regia di Andrea Baracco (2013)
- La buca, regia di Daniele Ciprì (2014)
- La scuola più bella del mondo, regia di Luca Miniero (2014)
- Milionari, regia di Alessandro Piva (2015)
- Il racconto dei racconti - Tale of Tales, regia di Matteo Garrone (2015)
- Un paese quasi perfetto, regia di Massimo Gaudioso (2016)
- L'abbiamo fatta grossa, regia di Carlo Verdone (2016)
- Tito e gli alieni, regia Paola Randi (2017) - collaborazione alla sceneggiatura
- Il flauto magico di Piazza Vittorio, regia Gianfranco Cabiddu e Mario Tronco (2018)
- Rafaël, regia Ben Sombogaart (2018)
- Dogman, regia di Matteo Garrone (2018)
- 18 regali, regia di Francesco Amato (2020)
- La scuola cattolica, regia di Stefano Mordini (2021)
- Brado, regia di Kim Rossi Stuart (2022)
- La stranezza, regia di Roberto Andò (2022)
- Delta, regia di Michele Vannucci (2022)
- Io capitano, regia di Matteo Garrone (2023)
- Hey Joe , regia di Claudio Giovannesi (2024)
- L'abbaglio, regia di Roberto Andò (2025)

#### Televisione
- Natale in casa Cupiello, regia di Edoardo De Angelis - film TV (2020)
- Le indagini di Lolita Lobosco, regia di Luca Miniero – serie TV (2021)
- Sabato, domenica e lunedì, regia di Edoardo De Angelis – film TV (2021)
- Non ti pago, regia di Edoardo De Angelis - film TV (2021)
- Filumena Marturano, regia di Francesco Amato – film TV (2022)
- Napoli Milionaria!, regia di Luca Miniero - film TV (2023)
- Questi fantasmi!, regia di Alessandro Gassmann – film TV (2024)

#### Cortometraggi
- L'intruso, regia Massimo Gaudioso, Eugenio Cappuccio e Fabio Nunziata (1993)
- Il caricatore, regia Massimo Gaudioso, Eugenio Cappuccio e Fabio Nunziata (1995)
- Il caso di forza maggiore, regia Matteo Garrone, Massimo Gaudioso e Fabio Nunziata (1998)

### Regista

#### Cinema
- Il caricatore (1996)
- La vita è una sola (1999)
- Pranzo di Ferragosto (2008), regia di Gianni Di Gregorio (accreditato come direzione artistica)
- Un paese quasi perfetto (2016)

#### Cortometraggi
- L'intruso (1993)
- Il caricatore (1995)
- Il caso di forza maggiore (1998)

### Attore

#### Cinema
- Il caricatore, regia Massimo Gaudioso, Eugenio Cappuccio e Fabio Nunziata (1996)
- La vita è una sola, regia Massimo Gaudioso, Eugenio Cappuccio e Fabio Nunziata (1999)
- Luce dei miei occhi, regia Giuseppe Piccioni (2001)

#### Cortometraggi
- Il caricatore, regia Massimo Gaudioso, Eugenio Cappuccio e Fabio Nunziata (1995)

## Riconoscimenti
Oscar
- 2024 - Nomination Best international feature film per Io Capitano

European Film Awards
- 2008 – Migliore sceneggiatura per Gomorra
- 2018 - Nomination migliore sceneggiatura per Dogman

Festival di Cannes
- 2008 – Gran Premio Speciale della Giuria per il film Gomorra
- 2012 – Gran Premio Speciale della Giuria per il film Reality

David di Donatello
- 2003 – Migliore sceneggiatura per L'imbalsamatore
- 2009 – Migliore sceneggiatura per Gomorra
- 2013 – Nomination migliore sceneggiatura per Reality
- 2016 – Nomination migliore sceneggiatura per Il racconto dei racconti - Tale of Tales
- 2017 – Nomination migliore sceneggiatura non originale per Un paese quasi perfetto
- 2019 – Migliore sceneggiatura originale per Dogman
- 2022 - Nomination Migliore sceneggiatura non originale per La Scuola Cattolica
- 2023 - Migliore sceneggiatura originale per La Stranezza
- 2023 - Nomination migliore sceneggiatura non originale per Brado

Nastro d'argento
- 1998 – Nomination miglior regista esordiente per Il caricatore
- 2003 – Nomination miglior soggetto per L'imbalsamatore
- 2005 – Nomination miglior soggetto per Primo amore
- 2011 – Migliore sceneggiatura per Benvenuti al Sud
- 2013 – Miglior soggetto per Reality
- 2015 - Nomination migliore sceneggiatura per Il Racconto dei Racconti
- 2018 - Nomination migliore sceneggiatura per Dogman
- 2023 - Nomination migliore sceneggiatura per Brado
- 2023 - Film dell'anno per La Stranezza

Ciak d'oro
- 1997 – Miglior opera prima per Il caricatore[1]
- 2003 - Nomination migliore sceneggiatura per L'Imbalsamatore
- 2009 – Migliore sceneggiatura per Gomorra[2]
- 2013 – Nomination migliore sceneggiatura per Reality
- 2016 - Nomination migliore sceneggiatura per il Racconto dei Racconti
- 2019 – Migliore sceneggiatura per Dogman[3]

Torino Film Festival
- 1996 –  Premio del pubblico e Premio Holden migliore sceneggiatura per Il caricatore

Locarno Film Festival
- 1995 – Pardo di domani e Premio del pubblico dei giovani per Il caricatore

Arcipelago Film Festival
- 1995 – Miglior film e Premio del pubblico per Il caricatore

Premio Sergio Amidei
- 2003 – Migliore sceneggiatura per Primo amore

Bellaria Film Festival
- 1997 - Premio Casa Rossa al miglior film indipendente dell'anno per il Caricatore